# 森氏薹草
森氏薹草（学名：Carex morii）为莎草科薹草属的植物，为台灣特有植物。分布在台湾海拔500米至1,000米的地区，多生长于热带林中，目前尚未由人工引种栽培。